# Редулешть (Хунедоара)
Редулешть, Редулешті (рум. Rădulești) — село у повіті Хунедоара в Румунії. Входить до складу комуни Добра.
Село розташоване на відстані 315 км на північний захід від Бухареста, 22 км на захід від Деви, 124 км на південний захід від Клуж-Напоки, 109 км на схід від Тімішоари.

## Населення
За даними перепису населення 2002 року у селі проживали 128 осіб, з них 127 осіб (99,2%) румунів. Рідною мовою 127 осіб (99,2%) назвали румунську.